# Hodos
Hodoš (en slovène) ou Hodos (en hongrois) est une commune du nord-est de la Slovénie située dans la région de Prekmurje non loin de la Hongrie.

## Géographie
La commune est localisée à proximité de la ville de Murska Sobota et appartient à la région du Prekmurje qui fait frontière avec la Hongrie. La zone appartient à la plaine pannonienne et appartient également au bassin du Danube. Vu sa position, les langues officielles de la commune sont le slovène mais aussi le hongrois.

### Villages
Les villages qui composent la commune sont Hodoš et Krplivnik.

## Démographie
La population hongroise est majoritaire dans la commune devant la population de langue slovène. Entre 1999 et 2021, la population de la commune de Hodoš est restée très faible et relativement constante aux alentours de 300 habitants,.
Évolution démographique
| 1999 | 2000 | 2001 | 2002 | 2003 | 2004 | 2005 | 2006 | 2007 |
| ---- | ---- | ---- | ---- | ---- | ---- | ---- | ---- | ---- |
| 371  | 390  | 368  | 357  | 350  | 338  | 342  | 337  | 340  |
| 2008 | 2009 | 2010 | 2011 | 2012 | 2013 | 2014 | 2015 | 2016 |
| 336  | 322  | 315  | 316  | 379  | 375  | 362  | 367  | 375  |
| 2017 | 2018 | 2019 | 2020 | 2021 |      |      |      |      |
| 367  | 362  | 354  | 353  | 369  |      |      |      |      |

## Personnes célèbres
- János Kardos (1801-1875), prêtre luthérien et écrivain résida à Hodoš.